# Теодор Калуца
Теодор Франц Едуард Калуца (нім. Theodor Franz Eduard Kaluza; 9 листопада 1885, Ратибор — 19 січня 1954 Геттінген) — німецький науковець, який запропонував ввести в математичну фізику п'ятий вимір, що послужило основою для теорії Калуци-Клейна.

## Біографія
Калуца народився в маленькому силезькому місті Ратибор, що належав тоді Німеччині (нині — польський Рацибуж за 80 км на північний захід від Катовиць).
Батько Калуци був відомим лінгвістом, чиї роботи з фонетики німецької мови та з аналізу віршів Чосера користувалися великою популярністю у сучасників. Завдяки впливу батька, Калуца став рідкісним знавцем лінгвістики, вивчивши 15 мов, включаючи давньоєврейську, арабську, угорську і литовську. На все життя у нього зберігся інтерес до мов, літератури і філософії.
У 18 років Калуца поїхав вчитися в Кенігсберг, місто Канта. У Кенігсберзькому університеті, що пишається своєю математичною школою, Калуца провчився на математичному факультеті з 1903 по 1908 рік. У 1909 році він захистив докторську дисертацію за темою перетворень Чірнгауз і отримав посаду приват-доцента.
У квітні 1919 року Калуца вдалося за допомогою введення «згорнутого» п'ятого виміру довести можливість об'єднати рівняння електромагнетизму і гравітації в звичайному 4-вимірному просторі.
Крім теорії п'ятивимірного простору і загальної теорії відносності, Калуца публікував статті як по чистій математиці, так і з питань математичної фізики; він займався побудовами моделей атомного ядра і загальними питаннями енергетики. У 1929 році Калуца отримав посаду професора в Кілі. У 1933 році він отримав посаду професора в Геттінгені, де пропрацював до смерті. Раптово помер за два місяці до отримання звання «професор — емеритус».

## Теорія Калуци-Клейна
У 1918 році німецький математик Герман Вейль зробив спробу створити першу єдину теорію поля, або теорію всього, в якій електромагнітне і гравітаційне поля були б геометричними властивостями часового простору. Математично і естетично ця теорія була настільки елегантна, що Ейнштейн відразу ж захопився нею. Тим не менш, в тому ж році з'ясувалося, що в цій теорії були суттєві прогалини. Полонений красою ідей Вейля, Калуца зважився запропонувати свій оригінальний підхід до єдиної теорії поля. У квітні 1919 року Калуца вдалося за допомогою введення «згорнутого» п'ятого виміру довести можливість об'єднати рівняння електромагнетизму і гравітації в звичайному 4-вимірному просторі. Таким чином, Калуца дійшов висновку, що в 5-вимірному просторі гравітація та електромагнетизм єдині. Калуца виклав свою теорію в листі до Ейнштейна, і той порадив йому продовжити заняття цією темою.
У Калуци не було ніяких доказів того, що світ є 5-вимірним, але інстинкт підказував Ейнштейну, що краса його математичних викладок могла свідчити про їх правильність. Зрештою, Ейнштейн подав статтю Калуци (нім. Zum Unitätsproblem der Physik) у Прусську академію наук у 1921 році, і сам опублікував роботу про 5-вимірний метод. Сучасники поставилися до теорії Калуци як до математичної вправи, позбавленої фізичного сенсу. Незабаром і Ейнштейну довелося розчаруватися в цій теорії, тому що електрону в ній місця не знайшлося. У 1926 році теорія Калуци була розширена шведським фізиком Оскаром Клейном і стала відома під назвою теорії Калуци-Клейна. Ейнштейн повернувся до неї в 1930 році, але і цього разу його спроби створити теорію всього виявилися безуспішними.
Більшість фізиків скептично поставилися до Калуци. Його теорії понад 50 років були в забутті. До 1980-х років вони здавалися лише дивним математичним казусом, поки Майкл Грін і Джон Шварц не показали, що теорія суперструн здатна об'єднати як гравітацію з електромагнетизмом, так і сильні і слабкі взаємодії. Ця теорія оперує 10-вимірним простором, притому, що 6 «зайвих» вимірів вважаються «згорнутими». Таким чином, теорія Калуци-Клейна заново відродилася. Ця доля теорії, спочатку відкинутої і висміяної, а потім переглянутої і відродженої, була описана у виправленому виданні книги «The New Ambidextrous Universe», написаної популяризатором науки Мартіном Гарднером.